# 気管無形成
気管無形成（きかんむけいせい）（英：tracheal agenesis）は、生まれつき気管が形成されない病気のことである。気管無形成症とも呼ぶ。極めて稀な疾患とされてきたが、今まで見逃されてきただけではないかという意見もある。

## 病態
先天性食道閉鎖症に合併しやすいといわれている。
形態によってFloyd分類のI型、II型、III型に分けられる。
- I型-食道と気管が瘻孔でつながっており、遠位気管が短いながらも正常に存在している。
- II型-気管は存在せず、左右の気管支が正常にV字型に合わさっており、食道との瘻孔は存在するとは限らない。
- III型-左右の気管支が、それぞれ別個に食道と交通している（つまり、V字型になっていない）[2]。

I型よりもII型、II型よりもIII型が無形成の度合いは高い。

## 症状・治療
- 通常、喉頭によって気管に異物が侵入する誤嚥は防がれているが、その喉頭の防御機構が存在しないため、呼吸動態が極めて悪い。また、通常は呼吸動態が不安定ならば気管切開を行うが、上述のように気管切開を行うべき位置に気管が存在しないことが多く、難しい。よって食道挿管を行い、その後、気道への異物の侵入を防ぐため、瘻孔が存在する場所の上部食道を結紮および離断、同じく下部食道を結紮し、頸部食道瘻増設、胃瘻増設し、頭側食道は唾液瘻とすると予後が良いと報告されている[3]。そして呼吸動態が安定した後に食道を再建する。

## 予後
極めてまれな疾患のため、適切な治療を受けられないまま死亡する例も多かったが、近年の技術の向上により、6歳まで生存する例も報告されている。

## 関連疾患
- 喉頭閉鎖症
- 喉頭気管食道裂
- 右気管支食道起始症
- BPFM